# Lucien B. Caswell
Lucien Bonaparte Caswell (Swanton, 27 de noviembre de 1827 - Fort Atkinson, 26 de abril de 1919) fue un abogado y político estadounidense que se desempeñó como miembro de la Cámara de representante de Estados Unidos por Wisconsin.

## Biografía
Lucien Bonaparte Caswell nació en Swanton, Vermont el 27 de noviembre de 1827. Cuando tenía nueve años, se mudó con su familia al territorio de Wisconsin y se establecieron a lo largo del río Rock, al sur del lago Koshkonong. Caswell asistió a Milton Academy y tomó un curso en Beloit College en Beloit. Comenzó a estudiar derecho en Beloit con la práctica del futuro senador de los Estados Unidos, Matthew H. Carpenter. Caswell fue admitido en el colegio de abogados en octubre de 1851. Se mudó a Fort Atkinson más tarde ese año, donde abrió un bufete de abogados.
En 1854, Caswell fue nombrado fiscal de distrito del condado de Jefferson. Caswell fue elegido miembro de la Asamblea del Estado de Wisconsin en 1863, 1872 y 1874. Fundó el First National Bank de Fort Atkinson en 1863 y se desempeñó como cajero durante veinticinco años. Estaba con el gobernador Louis P. Harvey en su viaje fatal para visitar a las tropas de Wisconsin en Tennessee. Caswell fue seleccionado como delegado a la Convención Nacional Republicana de 1868 y apoyó a Ulysses S. Grant.
Caswell sirvió siete mandatos en la Cámara de Representantes de Estados Unidos como republicano. Fue elegido por primera vez en el 44° Congreso en representación del 2.º distrito congresional de Wisconsin y posteriormente fue elegido para los 45°, 46° y 47° Congresos que se desempeñaron desde el 4 de marzo de 1875 hasta el 3 de marzo de 1883. En 1885, fundó el Citizens 'State Bank de Fort Atkinson. Una vez más fue elegido para el 49° y subsiguientes congresos hasta el 51° Congreso, sin embargo, esta vez representó al 1.º distrito congresional de Wisconsin desde el 4 de marzo de 1885 hasta el 3 de marzo de 1891. Como representante, participó activamente en el establecimiento del sistema de tribunales de apelaciones federales y en la supervisión de la construcción de la Biblioteca del Congreso.